# 阿爾及利亞旅遊業
阿爾及利亞是非洲最大的國家，它其中一個主要的觀光點是世界最大的沙漠，撒哈拉沙漠。阿爾及利亞自1976年開始是世界旅遊組織的成員。據該組織於2014年發表的報告顯示，阿爾及利亞於2013年是非洲第四熱門的旅遊目的地，外來遊客人數達2.7百萬人，在全世界排名第111。旅遊收入佔出口貿易的3.9%，或國內生產總值的8.1%。阿爾及利亞於旅遊業上的主要競爭對手為其他的地中海國家，它們很多已經有發展多年而且的頗為完善的配套。在這方面，阿爾及利亞則相對落後。對此，當地政府政府正啟動一項戰略計劃，希望在2025年或之前推動該行業的發展。
美國報紙《今日美國》於2018年，根據旅遊家薩爾·拉瓦洛的經歷，將君士坦丁列為全世界十一個必到城市之一。

## 世界遺產
阿爾及利亞有以下的世界遺產：
- 貝尼哈瑪德要塞
- 傑米拉
- 卡斯巴古城（英语：Casbah of Algiers）
- 莫查布山谷（英语：M'zab）
- 阿傑爾高原
- 提姆加德
- 提帕薩

## 宗教建築
阿爾及利亞超過99%的民眾信奉回教，國內建有多座具歷史意義的宗教建築：
- 新阿爾及爾大清真寺
- 凱喬娃清真寺
- 1954年11月1日大清真寺（英语：1st November of 1954 Great Mosque）
- 特萊姆森大清真寺（英语：Great Mosque of Tlemcen）
- 阿卜杜拉本塞勒姆清真寺（英语：Abdellah Ben Salem Mosque）
- 非洲聖母聖殿
- 聖奧斯定聖殿
- 奧蘭聖心大教堂

## 外部連結
- Ministry of Tourism and Handicraft （页面存档备份，存于）
- Algerian National Tourist Office （页面存档备份，存于）